# Boerhavia tsarisbergensis
Boerhavia tsarisbergensis är en underblomsväxtart som beskrevs av Rafaël Herman Anna Govaerts. Boerhavia tsarisbergensis ingår i släktet Boerhavia och familjen underblomsväxter. Inga underarter finns listade i Catalogue of Life.